# ۱۲۱۶ (میلادی)
۱۲۱۶ (میلادی) هزار ودویست و شانزدهمین سال تقویم میلادی است.

## درگذشتگان
‎